# Santissimo Nome di Maria al Foro Traiano (titre cardinalice)
Ne doit pas être confondu avec Santissimo Nome di Maria a Via Latina (titre cardinalice).
La diaconie cardinalice de Santissimo Nome di Maria al Foro Traiano (Très Saint Nom de Marie au Forum de Trajan) est érigée par le pape Paul VI le 29 avril 1969 et rattachée à l'église Santissimo Nome di Maria al Foro Traiano qui se trouve dans le rione de Trevi à Rome.

## Titulaires
| - Sergio Guerri (1969-1979); titre pro illa vice (1979-1992) - Darío Castrillón Hoyos (1998-2008); titre pro hac vice (2008-2018. ) - Mauro Gambetti (2020-...) |